# Ганс Гедтофт (лайнер)
«Ганс Гедтофт» — данський лайнер, що зіштовхнувся з айсбергом та потонув 30 січня 1959 року біля західного узбережжя Гренландії. Після катастрофи було знайдено тільки рятівний круг.

## Опис
Довжина судна становила 82,65 метри, ширина — 14,17 м, осадка — 6,43 м. Обсяг становив 2.875 реєстрових тонн, тоннаж (вантажний об'єм) — 1.368 тонн.
Лайнер був збудований на верфі Фредеріксхавна (Північна Данія). «Ганс Гедтофт» мав подвійне днище, кілька водонепроникних переборок, ніс і корма його були броньованими. Призначенням лайнера було забезпечення постійного сполучення між Данією та Гренландією. Однак корпус судна був клепаним (подібно до корпусу «Титаніка»), що спричинило критику власника судна Кнута Лорітцена, який заявив, що клепаний корпус не зможе витримати такого тиску льоду, який витримує зварний корпус.
Лайнер мав буквений код OXKA та був названий на честь колишнього Державного міністра Данії.
Також подібно до «Титаніка» «Ганс Гедтофт» був названий найбезпечнішим кораблем з тих, що є на плаву, дехто називав його «непотоплюваним».
За наказом міністерства оборони Данії на лайнер було встановлено три 40-мм зенітних гармат. Корабель розроблявся без урахування озброєння, і для розміщення гармат корпус довелось посилити у трьох місцях. В носі корабля було облаштовано приміщення для боєзапасу. Міністерство оборони надало гармати безкоштовно. Їх було встановлено під час випробувань судна, але до часу загибелі судна гармати були демонтовані. Відповідно до наказу після прибуття судна до Копенгагена гармати слід було негайно прибрати з борту лайнера. Було оголошено, що озброєння «Ганса Гедтофта» було здійснено без схвалення з боку Парламенту.

## Перший рейс і загибель
7 січня 1959 року «Ганс Гедтофт» вийшов з Копенгагена у свій перший рейс до міста Какорток (колишній Готхоб) (Гренландія). Рейс було виконано за рекордно короткий час. Після прибуття судно здійснило рейси до Нуука, Сісімиута й Маніїтсока, потім повернулось до Какортока.
29 січня лайнер вийшов у свій останній рейс, вийшовши з Какортока. На борту судна перебували 40 чоловік екіпажа та 55 пасажирів, а також вантаж із замороженої риби. Одним із пасажирів був член фолькетінга Ауро Лінге. Наступного дня лайнер наскочив на айсберг за 56 км на південь від мису Фарвель (південний край Гренландії). О 13.56 за місцевим часом екіпаж судна подав сигнал лиха. У повідомлені йшлося, що лайнер зіштовхнувся з айсбергом у точці з координатами 59°30′N 43°00′W. На сигнал відповіли корабель Берегової охорони США «Кемпбелл», західнонімецький траулер «Йоганнес Крюс» (Johannes Krüss) (порт приписки — Бремергафен) і ще один західнонімецький траулер. Упродовж години було отримано друге повідомлення про те, що машинне відділення затоплено. О 15.12 прийшло повідомлення, що судно тоне. Останнє повідомлення було отримано о 17.41, в ньому йшлося, що судно повільно тоне, а також було прохання надати допомогу негайно. Авіація на півострові Ньюфаундленд не могла злетіти через погодні умови. Після втрати зв'язку з «Гансом Гедтофтом» радист траулера «Йоганнес Крюс» о 17.41 зловив сигнал SOS. 31 січня корабель «Кемпбелл» доповів, що видимість погіршується, не було помічено жодних ознак присутності лайнера, його екіпажу та пасажирів. 7 лютого пошуки було припинено.

## Наслідки
За дев'ять місяців після загибелі лайнера на березі моря знайшли викинутий хвилею рятівний круг.
На борту загиблого судна були парафіяльні метричні книги з парафій Гренландії, які були надіслані для передачі до архівів Данії, що стало великою втратою для гренландської генеалогії .
В результаті катастрофи знову було відкрито аеродром поблизу Насарсуака, закритий в листопаді 1958 року.
Було відкрито фонд збирання пожертв для родичів загиблих, за два місяці у десяти країнах було зібрано близько 40 тисяч данських крон. Сума компенсацій для родичів склала 1.184.936 данських крон.
30 січня 2005 року королева Данії Маргрете відкрила пам'ятник на північноатлантичній пристані Копенгагена у пам'ять про 95 загиблих на борту «Ганса Гедтофта».